# Hajk
Hajk, ook geschreven als Hayk of Hayq (Ge'ez: ሐይቅ hāyḳ; Amhaars voor "meer") is een plaats in de regio Amhara in het noorden van Ethiopië met ruim 14.000 inwoners. Het ligt zo'n 28 kilometer ten noorden van Dessie. 
Twee kilometer ten noordoosten van het dorp ligt het Hajkmeer. Aan de westelijke oever van dit meer staat het historische Istifanosklooster.